# 幕府陸軍
幕府陸軍（ばくふりくぐん）は、幕末に江戸幕府が整備した陸上戦闘を任務とした西洋式軍備の陸軍である。文久2年（1860年）、幕府の軍制改革で対外防衛と国内体制維持を目的として創設された。長州征討や天狗党の乱などで実戦を経験し、大政奉還により幕府が消滅した後も所属部隊の多くが戊辰戦争で戦闘を続けた。幕府陸軍に対して海上任務を想定した幕府海軍も存在しており、これらをまとめて幕府軍と呼称する場合が多い。

## 沿革

### 前史

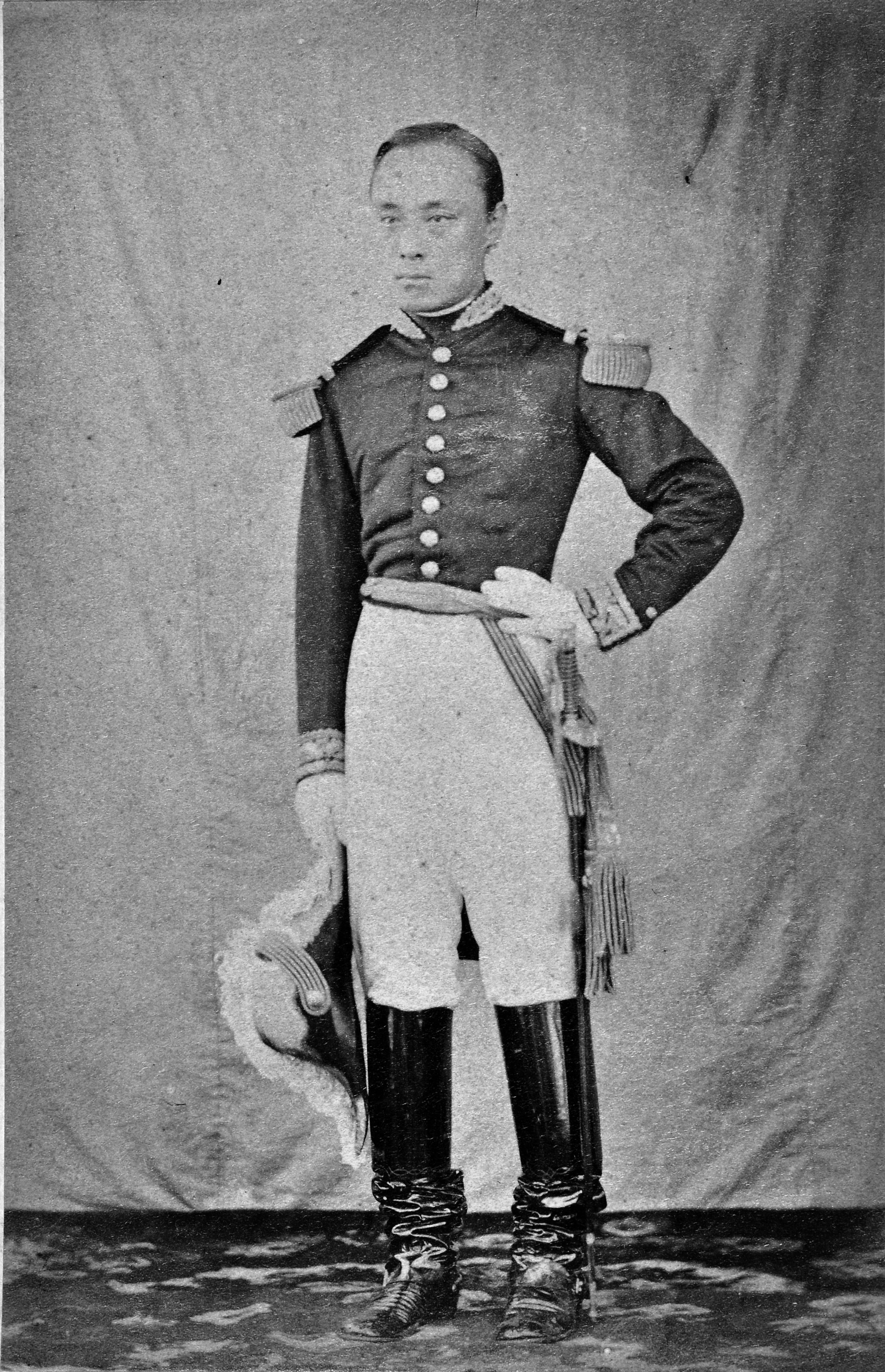
フランスの軍服を身に着けた徳川慶喜、1860年頃

江戸幕府の直轄軍事力は、旗本や御家人からなる戦国時代以来の体制が続けられていた。これら旗本などは小姓組・大番などの伝統的な軍事組織を構成していたが、長期の平和の中で貴族化・形骸化が進んでいた。アヘン戦争の情報などから次第に危機感を覚えた幕府は、高島秋帆や江川英龍、下曽根信敦らを砲術師範などに登用して西洋式軍備の研究を開始した。
黒船来航後の安政元年（1854年）には、老中の阿部正弘による安政の改革で軍制改正掛が置かれた。軍制改正掛の検討で、旗本・御家人の子弟を対象とした武芸訓練機関である講武場（後に講武所）の設置が決まった。安政3年（1856年）4月に開場された講武所では、古来の剣術や日本式鉄砲術・大筒術などだけではなく、西洋式の砲術や戦術学の研究も行われた。また講武所には教導部隊ともいうべき一定の実戦能力も期待され、後に奥詰と呼ばれる将軍の警護要員も整備された。
さらに講武所の設置と前後して、安政2年（1855年）9月には徒組、安政3年（1856年）1月には小十人組に対して砲術師範の江川英敏への入門が義務付けられ、洋式銃砲の訓練が始められた。この訓練は、講武所設置後はその中の砲術習練所へ移って続けられた。安政5年（1858年）には、深川越中島に銃隊調練所が建設された。
しかし阿部の死後に井伊直弼が大老に就任すると、西洋式軍備の導入は停滞してしまった。

### 文久の軍制改革

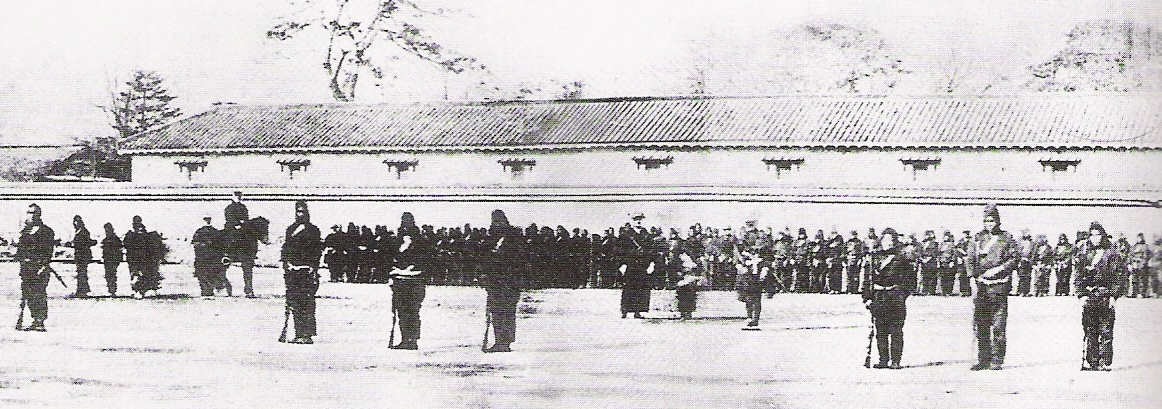
“フランス式日本軍歩兵部隊の訓練風景”と題された写真。幕府歩兵の調練風景（慶応元年、大坂城内）

桜田門外の変での井伊の横死後、文久元年（1861年）に軍制取調掛が設置任命された。軍制取調掛の構想のもと、文久の改革の一環として文久2年（1860年）に本格的な西洋式軍隊である「陸軍」が創設された。陸軍奉行を長として、その下に歩兵奉行3人と騎兵奉行が置かれ、歩兵・騎兵・砲兵の三兵編制が採用された。しかし、あくまで従来の軍制と並立する組織であった。
歩兵は、横隊などを組む戦列歩兵に該当する「歩兵」と、軽歩兵に該当する「撒兵（さっぺい）」に分類された。うち歩兵隊は、旗本から禄高に応じて供出させた兵賦（へいふ）と称する人員から構成された。同年12月には、幕府は大量に必要になる兵員を確保する為、旗本に対して兵賦令を布告した。兵賦令の内容は、500石以下の旗本は金納とし、500石以上の旗本は課された軍役の人員を半数とする代わりに、兵賦を知行地から供出するものとされた。兵賦で割り当てられた供出する人数は、知行500石で1人、1000石で3人、3000石で10人だが、当面はこの半数で良いとされた。
兵賦の年齢は17歳から45歳までとされた。年季は5年、身分は最下層ながら武士に準ずるものとされ、脇差の帯刀を許された。なお入営後の功績次第では、正式に幕臣に登用されるものとされた。歩兵隊の兵賦は江戸城西の丸下、大手前、小川町、三番町に設けられた屯所に入営し、装備、衣服、糧食などは幕府が負担し、給与だけは各旗本が個別に支給する方式が取られた。給金は年10両が限度とされたが、人件費高騰や通貨膨張などの為、実際は年15両もしくはそれ以上の給金が支払われた。元治元年（1864年）7月までに、関東諸国から10000人ほどが徴集された。
他方の撒兵隊は御目見以下の小普請組などの御家人から構成され、慶応2年（1866年）までは御持小筒組と称した。騎兵は与力や旗本である御目見以上の小普請組から、砲兵は同心から編成された。各部隊の士官は旗本やその子弟をあてることとした。
この取組みによって編成された陸軍は、天狗党の乱や長州征討で実戦投入された。天狗党の乱では、実戦経験が不足していた為に奇襲攻撃を受けるなど翻弄された。第二次長州征討では芸州口と小倉口に配置され、芸州口の部隊は善戦し長州勢を押し返した。一方の小倉口の部隊は、小倉藩軍の苦戦を拱手傍観するのみで為すところがなく、戦力を発揮することはなかった。

### 慶応の軍制改革

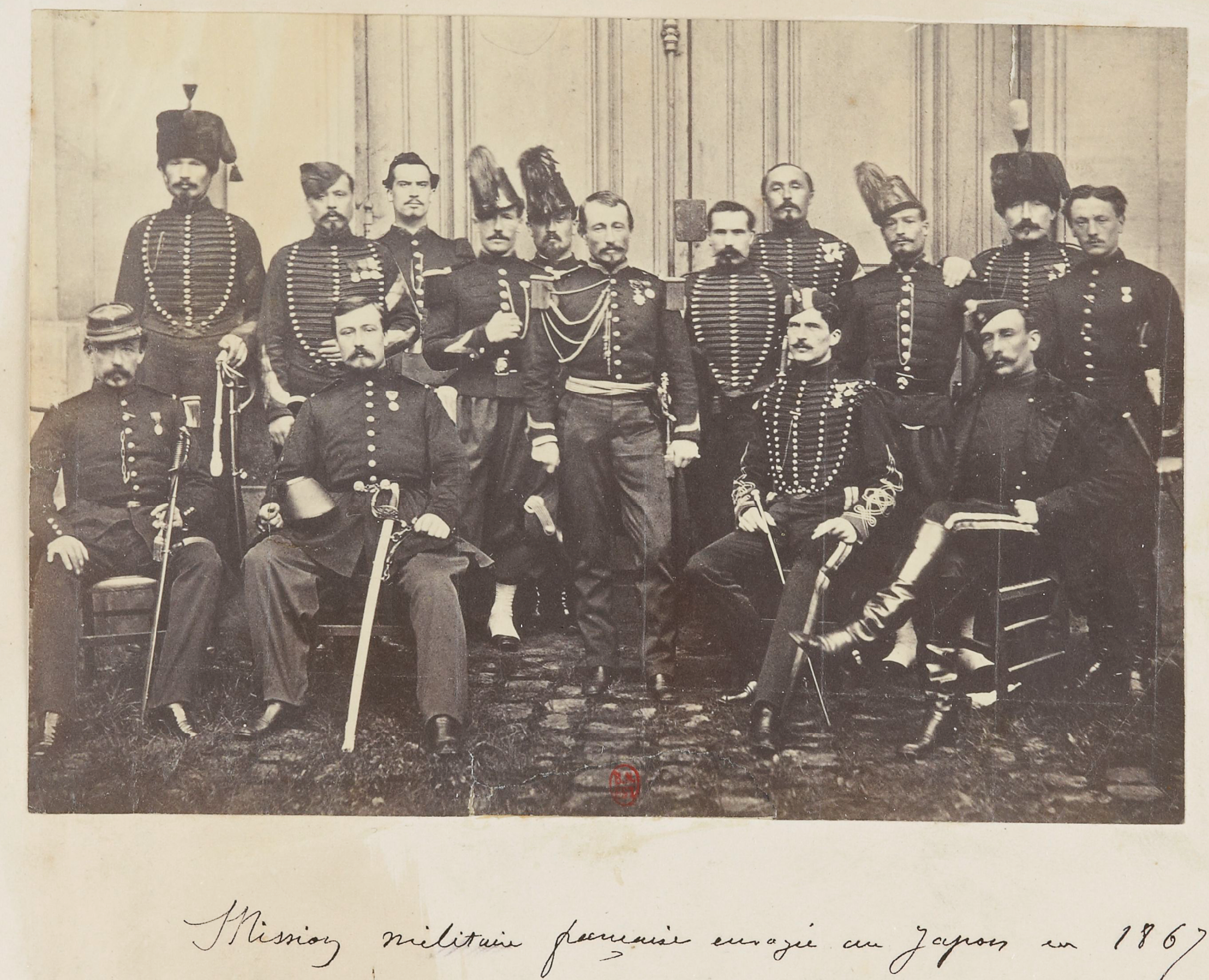
1866年、日本への出発前のフランス軍事顧問団。中央が団長のシャルル・シャノワーヌ、 前列右から2番目がジュール・ブリュネ。

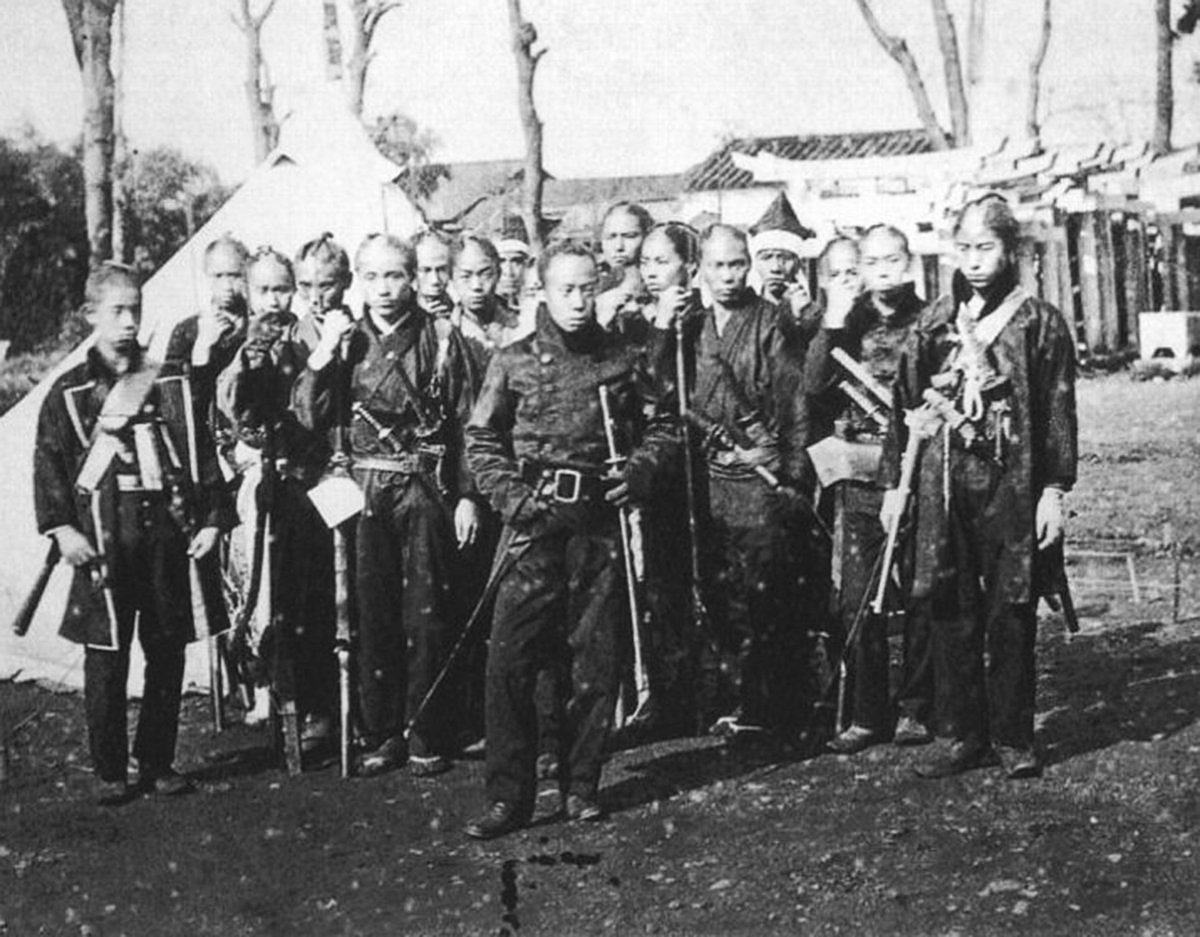
西洋式軍装に身を包んだ幕府軍歩兵

第二次長州征討の敗戦後、慶応2年（1866年）8月以降、15代将軍徳川慶喜によるいわゆる「慶応の改革」の下で再び大規模な軍制改革が行われた。幕府中枢への総裁制度導入により陸軍局が設置され、従来の陸軍組織の上に乗る形で老中格の陸軍総裁が置かれた。幕府直轄の軍事組織の一元化が進められ、大番などの旧来型組織は解体ないし縮小されて、余剰人員のうち優秀な者が親衛隊的な性格の奥詰銃隊や遊撃隊（奥詰の後身）などとして陸軍へ編入された。講武所も陸軍に編入され、研究機関である陸軍所となった。すでに一定の洋式化が進んでいた八王子千人同心も編入され、八王子千人隊と改称されている。組織の拡大にあわせて、陸軍奉行の若年寄格への昇格、歩兵奉行並や撒兵奉行並の設置など指揮系統も整備された。
築造兵と称した工兵隊、天領の農民で組織した御料兵も編成された。また、シャルル・シャノワーヌ大尉らフランス軍事顧問団による直接指導も導入され、その訓練を受ける伝習隊が新規に編成されることとなった。
兵員調達の方法も改正された。従来の兵賦による歩兵隊のほか、旗本に禄高ごとに銃隊を整備させ、数家分を組み合わせて小隊や大隊級の銃隊を編成する組合銃隊の制度も施行された。組合銃隊の兵員は、歩兵隊とは異なり平時は各旗本の屋敷に待機することとされていた。しかし翌慶応3年（1867年）1月に兵賦については金納をもって替え、その資金で幕府が直接に雇用する形態となった（幕府歩兵隊の傭兵化）。この様にして次第に陣容が整い、慶応3年9月初めの段階で合計48大隊、総員24000人の規模を誇るまでになった。
さらに組合銃隊についても、幕府の財政事情や、銃卒の給金が雇い主の旗本によってまちまちであり、構成人員が旗本の譜代の家臣、旗本知行地出身者、口入屋を通じ雇ったなど奉公人が入り雑じり、著しく部隊の均一性を欠く等の理由から、9月に金納による歩兵隊へと変更された。旗本の軍役は金納のみとなり、各旗本は貢租の半額を拠出することとされ、組合銃隊は廃止された。各旗本が銃卒を解雇したため、歩兵隊へ雇用された一部を除く5千人もの解雇者が発生した。解雇された銃卒が集団で屯ろするなど、大きな社会問題になった。しかしその後の王政復古など社会情勢の変化により、増員に迫られて相当数の人員が再雇用されたと推定される。
最終時点で、幕府陸軍は歩兵隊8個連隊（一橋徳川家の播磨領で第16連隊が編成されて、計9個連隊とも言われる。）と伝習歩兵隊4個大隊を中核に、日本最大の西洋式軍事組織となっていた。

### 大政奉還後
大政奉還後に鳥羽・伏見の戦いが発生した。この戦闘には歩兵隊や伝習隊など多数が動員されたが、敗北に終わった。戦後一部は明治新政府に帰順したが、伝習隊などは部隊規模で脱走し、戊辰戦争では箱館戦争まで各地で戦闘を繰り広げた。

## 戦歴
- 天狗党の乱 - 初陣。乱を鎮圧。
- 長州征討(第二次) - 長州藩領を幕府海軍や諸藩の軍勢と合同で完全包囲する。芸州口では彦根藩と高田藩が小瀬川であっけなく壊滅したが、幕府歩兵隊と紀州藩兵が両藩に代わって戦闘に入ると、幕府・紀州藩側が善戦し膠着状態に持ち込む。しかし、幕府に従っていた諸藩の足並みが揃わず全体的に苦戦を強いられる。幕府方の小倉藩敗走を契機に劣勢が極まり、14代将軍徳川家茂が死去すると撤退する。
- 鳥羽・伏見の戦い- 戊辰戦争の緒戦。兵数では新政府軍を上回るも、数の有利を活かせない地形と戦法、指揮系統の混乱、陸軍奉行である竹中重固の逃亡によって敗退する。その後も反撃を試みるが全て失敗に終わり、大阪城まで撤退する。
- 市川・船橋戦争 - 序盤戦は幕府陸軍撒兵隊が新政府軍(岡山藩など)相手に有利に戦いを進めるが、新政府軍の増援部隊到着により形勢を逆転され敗走する。
- 野州梁田の戦い：古屋佐久左衛門率いる脱走部隊（後の衝鋒隊）が新政府軍（東山道軍）に敗北。
- 北関東の戦い：大鳥圭介率いる脱走部隊（伝習隊など）が、小山・宇都宮城、今市、藤原など各地で新政府軍と戦う（宇都宮城の戦い）。宇都宮城を一時奪取するが、新政府軍の反撃により撤退。
- 北越戦争：衝鋒隊が参加。河井継之助率いる長岡藩と共に新政府軍を敗走させるが反撃に合い長岡藩領より撤退。
- 箱根戦争（箱根山崎の戦い）：伊庭八郎率いる脱走部隊（遊撃隊）と脱藩した林忠崇率いる請西藩軍の合同部隊が、新政府軍（小田原藩・鳥取藩など）に敗北。
- 母成峠の戦い：大鳥圭介率いる旧幕府軍(伝習隊、衝鋒隊)、会津藩兵、奥羽越列藩同盟(仙台藩、二本松藩など)が新政府軍と戦うも敗走。
- 箱館戦争 - 大鳥圭介率いる旧幕府軍は二股口の戦いにおいて新政府軍に勝利した。箱館湾海戦では松岡磐吉が艦長を務める蟠竜丸が長州艦の朝陽丸を撃沈するなど激しく抵抗したが劣勢を覆す決定打にはならず最終的に五稜郭を開城、降伏する。これにより戊辰戦争終結。

## 教育

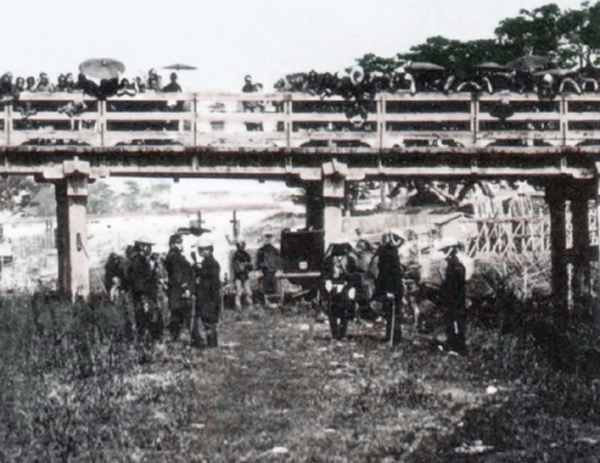
フランス顧問団による訓練風景

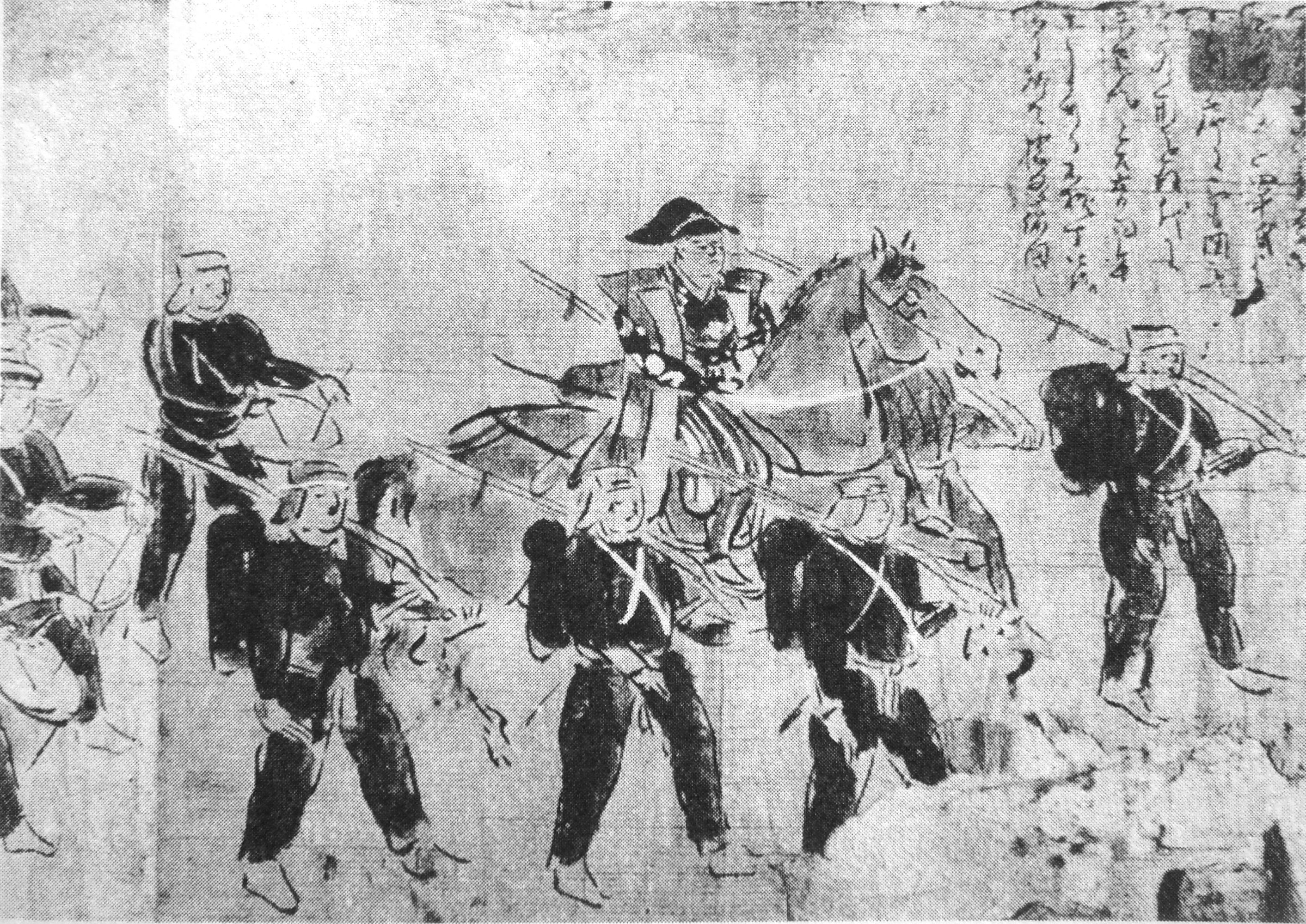
西洋式軍装に身を包んだ幕府軍（1865年）

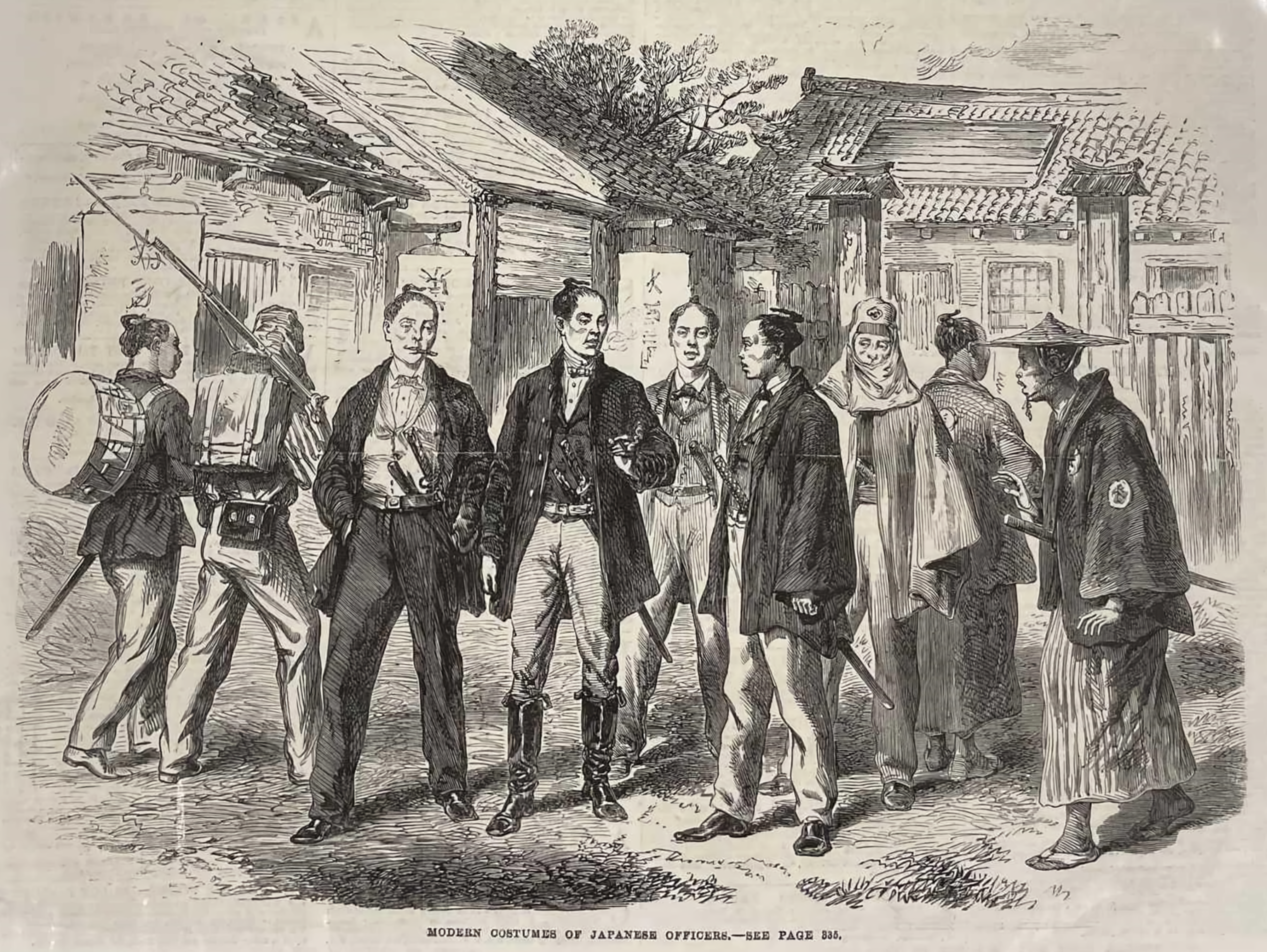
幕府陸軍（1866年）

当初は、オランダ陸軍の操典類の翻訳による教育が中心だった。例えば初期のゲベール銃装備の歩兵隊については、1857年式のオランダ陸軍歩兵操典を翻訳した『歩軍操法』が教科書として使用された。その後のミニエー銃への装備更新に合わせ、1861年式オランダ陸軍歩兵操典が『官版 歩兵練法』として陸軍所により翻訳されている。海軍伝習に訪れたオランダ海軍の教師団のうち、海兵隊員らから歩兵戦闘や軍楽隊の指導を受けたこともあった。
次いで1864年には、一部でイギリス式の教育も導入された。横浜駐留のイギリス軍から神奈川奉行所の下番などが指導を受け、合同演習も行った。神奈川奉行所からは窪田鎮章や古屋佐久左衛門のように、後に幕府陸軍の歩兵隊士官となった者も多かった。兵士である下番も歩兵隊に改編され、箱館の警備部隊として配置されるなどした。このため、「海軍＝イギリス式、陸軍＝フランス式」と単純に解釈するのは誤りである。同じく幕府機関の京都見廻組の銃調練も、イギリス式であったのではないかと推定されている。なお、幕府以外では紀州藩陸軍のようにプロイセン陸軍から影響を受けた藩もあった。

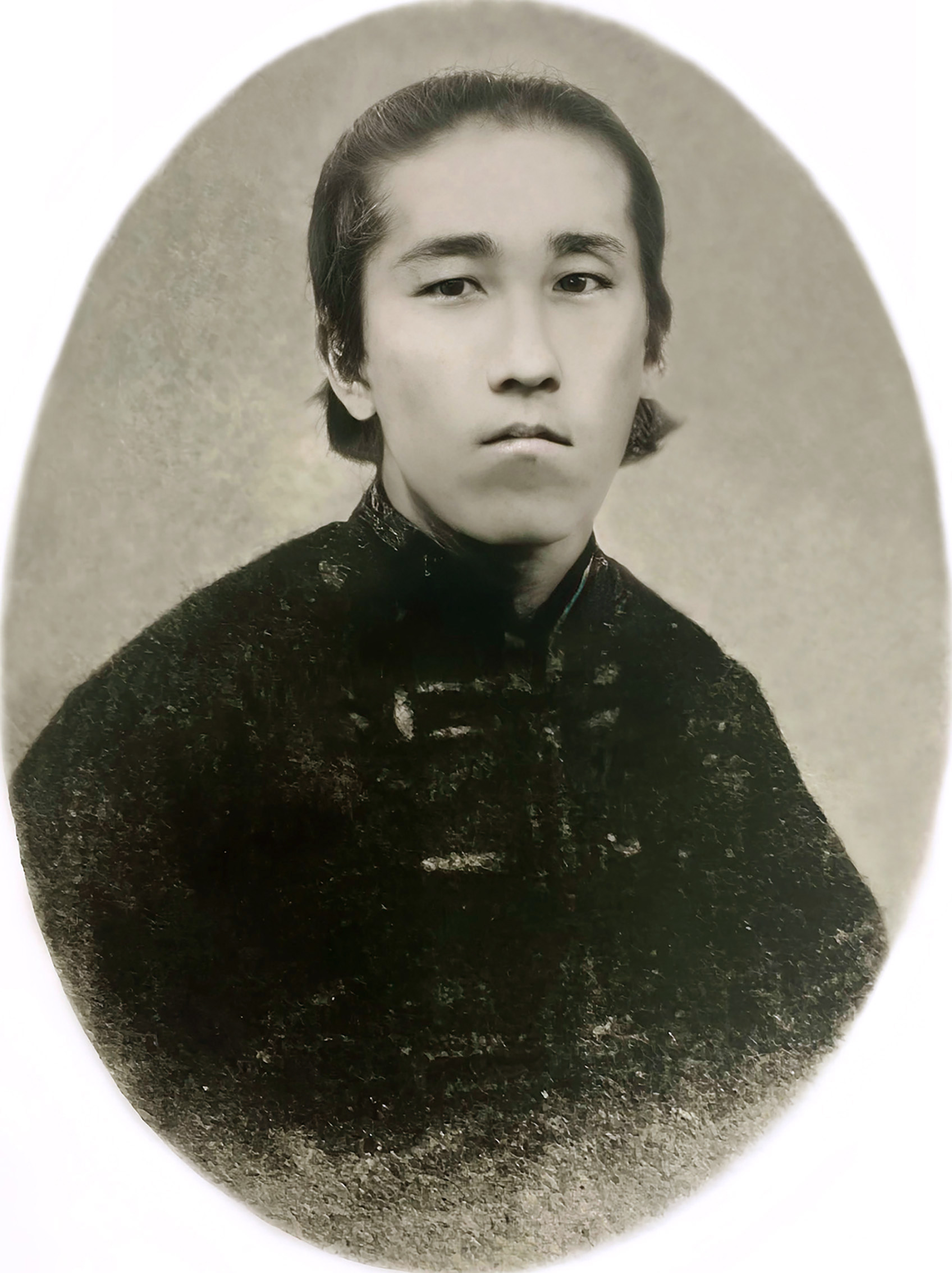
最初期の軍服姿の板垣退助

1865年4月25日（元治2年4月1日）に土佐で謹慎が解かれた乾退助（板垣退助）は、江戸で幕府陸軍・倉橋長門守（騎兵頭）、深尾政五郎（騎兵指図役頭取）から1867年（慶応3年5月）まで、オランダ式騎兵術を学び、同年6月、帰藩。土佐藩の軍制改革を行い、旧来の北条流弓隊を廃止して洋式砲兵隊を組織し練兵。のちに討幕軍の主力部隊となる迅衝隊を作りあげている。
最終的にフランス軍事顧問団による教育が行われることになり、1866年に伝習隊の編成が行われた。翌年にシャノワーヌ大尉以下が着任し、はじめは横浜の太田陣屋で、数ヵ月後に江戸へ移って伝習が開始された。6月には14歳から19歳の旗本子弟志願者を対象に、士官教育も開始されている。フランス人教官の不足から、伝習隊の一部は日本人教官による指導を受けていた。教科書としては、フランス陸軍の1863年式歩兵操典などが翻訳された。

### 軍事書籍の導入
江戸幕府では陸軍所にて次のような軍事書籍を翻訳または刊行して洋式軍備の導入に努めた。
- 1864年（元治元年）、『歩兵操法』（1856、57年版オランダ歩兵教練書の翻訳）
- 1864年（元治元年）3月、『砲軍操法』（1856、57年版オランダ砲兵教練書の翻訳）
- 1864年（元治元年）4月、『歩兵練法』（1860、61年版オランダ歩兵教練書の翻訳）
- 1864年（元治元年）6月、『築城典刑』（1852年版オランダ人ベル築城学教本の翻訳、訳者大鳥圭介）
- 1864年（元治元年）8月、『歩兵心得』（1860年版オランダ歩兵武器取扱等心得の翻訳、訳者大築保太郎）
- 1865年（元治2年）2月、『歩兵制律』（1862年版オランダ東インド軍歩兵内務制度と軍律書の翻訳、訳者川本清一）
- 1865年（元治2年）3月、『山砲演式』（アメリカ兵学校使用の山砲教練書の翻訳）
- 1865年（慶応元年）5月、『野戦要務』（1856年版オランダ陸軍士官心得の翻訳、訳者大鳥圭介）
- 1865年（慶応元年）9月、『斯氏築城典刑』（1858年版イギリス人ストレイトの築城学教本の翻訳、訳者吉沢勇四郎）
- 1866年（慶応2年）5月、『火功奏式』（アメリカ砲兵大尉ベントの火工品（弾薬等）教本の翻訳、訳者吉沢勇四郎）
- 1866年（慶応2年）6月、『騎兵程式』（原著不明、騎兵教練書の翻訳）
- 1866年（慶応2年）初冬、『馬療新編』（軍馬治療書の翻訳、訳者伊東朴斎）
- 1867年（慶応3年）4月、『勤方規則』（陸軍兵士の勤務体制や心得等の内務規則書）
- 1867年（慶応3年）4月、『兵学程式』（戦術学や戦略学を含む要兵学教本）
- 1867年（慶応3年）6月、『砲兵程式』（四斤山砲を含む施条砲段階の砲兵教練書）
- 1867年（慶応3年）12月、『歩兵程式』（1863年版フランス軽歩兵教練書の翻訳、訳者大鳥圭介）

## 編制

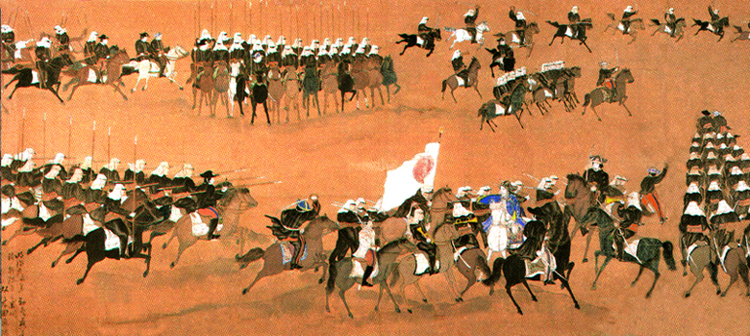
幕府のフランス式騎兵

歩兵隊については、1小隊は40人、3小隊で1中隊、5中隊で1大隊とし、2個大隊からなる連隊が最大の編成単位であった。それ以外の伝習隊や撒兵隊などの多くは、大隊を最大単位とした。3個小隊からなる中隊編制が用いられることもあった。砲兵については「座」（砲8門）という単位が用いられていた。

### 元治元年後半頃
元治元年（1864年）後半頃には出入りもあるが、凡そ次の様な高官スタッフで構成されていた。
- 陸軍奉行：1名（5000石、陸軍中将相当）
- 陸軍奉行並：1名（3000石）
  - 歩兵奉行：3名（3000石、陸軍少将、旅団指揮）
  - 歩兵頭：8名（2000石、陸軍大佐、連隊指揮）
  - 歩兵頭並：16名（1000石、陸軍大佐、大隊指揮）
    - 歩兵差図役頭取：80人（400石、陸軍大尉、中隊指揮）
    - 歩兵差図役：96人（300俵、陸軍中尉、小隊指揮）

ただし下級士官は圧倒的に不足していた。幕府解体までに確認できる実数は、歩兵差図役頭取の定数80人に対して44人、歩兵差図役に至っては定数の96人に対して4人に過ぎず、現場指揮には不安がつきまとった。

### 慶応3年9月時
| 幕府歩兵       | 大隊数  | 人員    | 主な人員の出身母体                          | 備考                                                                           |
| -------------- | ------- | ------- | ------------------------------------------- | ------------------------------------------------------------------------------ |
| 奥詰銃隊       | 4大隊   | 2000人  | 旗本、御家人                                | 従来の五番方（書院番・小姓番・大番・小十人・新番）を再編し銃隊化、将軍親衛隊。 |
| 遊撃隊鉄砲隊   | 1大隊半 | 750     | 旗本 、御家人及び武芸者など                 | 遊撃隊、旧称奥詰、剣客等で構成される鑓剣隊より銃隊として改編。                 |
| 大砲隊小銃隊附 | 2大隊   | 1000人  | 旗本、御家人など                            |                                                                                |
| 撤兵隊         | 7大隊半 | 3750    | 旗本、御家人                                | 江戸城諸門を警備。                                                             |
| 騎兵隊         | 4大隊   | 2000人  | 旗本、御家人                                |                                                                                |
| 御徒銃隊       | 2大隊半 | 1250人  | 御徒以下の幕臣                              |                                                                                |
| 神奈川武兵銃隊 | 2大隊   | 1000人  | 召抱えられた歩兵のうち、 帯刀以上の身分の者 | 横浜警備。                                                                     |
| 組合銃隊       | 15大隊  | 7500人  | 3000石以上の旗本により差し出された歩兵      | 慶応3年9月末に廃止。                                                           |
| 元歩兵隊       | 2大隊半 | 1250人  | 兵賦                                        | 前年より召抱えられた者。                                                       |
| 農兵隊         | 3大隊   | 1500人  | 農民など                                    | 幕府領より差し出された者。                                                     |
| 町兵銃隊       | 2大隊   | 1000人  | 町人など                                    | 江戸町々で抱入られた者。                                                       |
| 横浜歩兵隊     | 1大隊   | 500人   | 歩兵                                        | 当時横浜にてフランス軍人より訓練を受けた者。                                   |
| 江戸伝習歩兵隊 | 1大隊   | 500人   | 歩兵                                        | 江戸にてフランス軍人より訓練を受けた者。                                       |
| 総計           | 48大隊  | 24000人 |                                             | 1大隊500人程、ただし組合銃隊廃止につき7000人程減少、差引総人数17000人          |

### 慶応4年1月頃
| 幕府歩兵隊     | 歩兵人員 | 鳥羽・伏見の戦いの指揮官（比定） | 伝習隊への参加 | 衝鋒隊への参加   | 記事     |
| -------------- | -------- | -------------------------------- | -------------- | ---------------- | -------- |
| 歩兵第一連隊   | 1000人   | 徳山出羽守                       |                |                  |          |
| 歩兵第四連隊   | 1000人   | 横田伊豆守                       |                |                  |          |
| 歩兵第五連隊   | 800人    | 秋山下総守（推定）               |                |                  |          |
| 歩兵第六連隊   | 600人    | （江戸在中）                     |                | 500人            |          |
| 歩兵第七連隊   | 800人    | 大沢顕一郎                       | 350人          |                  |          |
| 歩兵第八連隊   | 800人    | （江戸在中）                     |                |                  |          |
| 歩兵第十一連隊 | 900人    | 河野佐渡守                       |                | 集団脱走後に合流 |          |
| 伝習第一大隊   | 800人    | 小笠原石見守                     | 700人          |                  |          |
| 伝習第二大隊   | 600人    | （江戸在中）                     | 400人          |                  |          |
| 御料兵         | 400人    | 小林端一（推定）                 | 200人          |                  |          |
| 歩兵第十二連隊 | （表外） | 窪田備前守                       |                | 集団脱走後に合流 | 大坂徴募 |
| 総計           | 7700人   |                                  | 1650人他       | 約900人          |          |

## 装備
輸入装備やフランス政府からの寄贈品のほか、関口製造所などで国内製造された兵器も使用されていた。
- ゲベール銃 - オランダ系のものを初期の歩兵隊の小銃として使用。幕末期には旧式化しつつあったが、その後も御料兵などの装備として使用された。
- ミニエー銃 - オランダ、ベルギー製のものを輸入使用など。
- エンフィールド銃 - イギリス製。撒兵隊や伝習隊の主力小銃のひとつ。
- シャスポー銃 - 伝習隊用としてフランスより多数入手[25]。
- スナイドル銃 - エンフィールド銃を後装式に改造した新式銃。あまり知られていないが、多数所有していた。[26]。
- 四斤山砲 - オランダやフランスから入手したもののほか、関口製造所でもコピー生産。
- スプリングフィールドM1855 - 関口製造所でコピー生産[27]。
- スペンサー銃 - 当時の最新鋭クラスの連発銃。小野友五郎が米国にて薬莢製造装置と共に千挺購入[28]。

### 注記
1. ↑  散兵の古語とも、本来は工兵を意味するオランダ語nl:Sappeurに由来するとも言われる。
2. ↑  500石以上の旗本も金納を認められた例がある。福生市、上巻915頁
3. ↑  福生市、上巻915頁
4. ↑  東町　740頁
5. ↑  東町　741-742頁
6. ↑  江戸近郊では、年俸30両が基準であったとされる。福生市、上巻917頁
7. ↑  笹間　231-232頁
8. ↑  天狗党の乱に出陣した際には、徒組などを撒兵と呼ぶこともあったという。
9. ↑  高橋ほか（2006）、279頁。
10. ↑  高橋ほか、276-279頁
11. ↑  高橋ほか（2006）、280頁。
12. ↑  大山柏 『戊辰役戦史』（増訂版） 、時事通信社、1988年。
13. ↑  幕末軍事史研究会（2008）、125頁。
14. ↑  幕末軍事史研究会（2008）、140頁。
15. ↑  “『板垣精神 -明治維新百五十年・板垣退助先生薨去百回忌記念-』”.  一般社団法人 板垣退助先生顕彰会 (2019年2月11日). 2025年5月1日閲覧。
16. ↑  宇田川武久『幕末 もうひとつの鉄砲伝来』2012年、平凡社新書655。p195
17. ↑  笹間　231頁。
18. ↑  ただしこの人数はあくまで銃兵のみであり、指揮官その他は含まれていないので注意。
19. ↑  野口（2002）、91頁
20. ↑  高橋ほか（2006）、279頁、保谷、（2007）34頁
21. ↑  勝（1975）、282頁
22. ↑  野口（2010）、94頁
23. ↑  野口（2002）、238頁
24. ↑  野口（2002）、234頁
25. ↑  石井　711-713頁
26. ↑  軍事史学　第13巻1号　100頁
27. ↑  藤井　114頁